# فرانثيسكو دي إيريرا الموثو
فرانثيسكو دي إيريرا الموثو (بالإنجليزية: Francisco Herrera the Younger)‏‏ (1622 في إشبيلية - 25 أغسطس 1685 في مدريد) رسام، ومهندس معماري من إسبانيا. صمم فرانثيسكو دي هيريرا مذبح كنيسة ومستشفى مونتسيرات ونفذه كل من خوسيه راتيس وخوسيه سيمون دي تشوريجيرا عام 1674.